# Emmanuel Besnard
Pour les articles homonymes, voir Besnard.
Pierre Charles Emmanuel Besnard est un homme politique français, né le 31 janvier 1753 à Rennes et mort à une date inconnue après 1810, qui fut, durant la Révolution française, député de La Réunion au sein de la Convention nationale.

## Biographie
Emmanuel Besnard arrive à l'île Bourbon, aujourd'hui La Réunion, en 1776 sur Le Brillant avec une commission d'arpenteur. Il se marie deux ans plus tard et devient le beau-frère de son futur collègue Nicolas Lemarchand. En 1781, il participe avec le grade de sous-lieutenant à la Guerre d'indépendance américaine et sert sous les ordres de Suffren lors des campagnes aux Indes. En 1783, il est ingénieur aux colonies. Il réside à Saint-Leu, où il est un propriétaire foncier aisé, possédant onze esclaves.
La Révolution lui permet de faire son entrée en politique. En juillet 1790, il est nommé président de l'Assemblée générale de l'île Bourbon. Un an plus tard, en juillet 1791, il est élu à l'Assemblée coloniale par Saint-Leu. En 1792, il quitte ce poste pour être élu maire de Saint-Leu. Il occupe encore en parallèle le rôle de représentant dans les assemblées coloniales jusqu'à son élection à la députation.
Le 6 octobre 1793, Besnard est en effet élu député de l'île de La Réunion à la Convention nationale, avec huit voix sur quatorze votants, mais n'y fait son entrée que le 2 ventôse an III, soit le 20 février 1795. En effet, cette élection est longtemps apparue douteuse à cause du faible nombre d'électeurs. Il ne fait pas parler de lui et ne prend jamais la parole à la tribune lors de cette législature, mais on sait d'après sa correspondance qu'il opine pour les thermidoriens.
En octobre 1795, Besnard est réélu au Conseil des Anciens comme député des Colonies, mais ne se fait guère plus remarquer que sous la Convention. Après l'abolition de l'esclavage, il tente avec son collègue Detcheverry de trouver un compromis acceptable avec les colons, demandant pour eux des garanties tout en leur enjoignant de jouer le jeu. Il quitte la vie politique à la fin de son mandat en mai 1797.
Emmanuel Besnard revient aux Mascareignes en 1802 et devient payeur général de la Marine à l'île de France. Il disparaît de l'histoire après la prise de l'île par les Anglais. Il ne semble pas avoir eu de descendance.

## Source
- « Emmanuel Besnard », dans Adolphe Robert et Gaston Cougny, Dictionnaire des parlementaires français, Edgar Bourloton, 1889-1891 [détail de l’édition].